# Guilherme Gimenez
Guilherme Gimenez de Souza dit Gimenez, né le 18 juin 1995 à Ribeirão Preto et mort le 28 novembre 2016 à La Unión, est un footballeur brésilien qui évolue au poste de défenseur.
Il meurt le 28 novembre 2016, dans le crash du vol 2933 LaMia Airlines.

## Biographie
Gimenez joue principalement en faveur des clubs de Goiás et de Chapecoense. 
Il dispute au cours de sa carrière, 43 matchs en première division brésilienne, et six matchs en Copa Sudamericana sans marquer un seul but.

## Palmarès
- Vainqueur du championnat de Santa Catarina en 2016 avec Chapecoense